# Coenonympha evanescens
Coenonympha evanescens är en fjärilsart som beskrevs av Alphéraky 1891. Coenonympha evanescens ingår i släktet Coenonympha och familjen praktfjärilar. Inga underarter finns listade i Catalogue of Life.